# Dmisteinbergite
La dmisteinbergite è un minerale appartenente al gruppo del feldspato che, a differenza degli altri membri del gruppo, ha la struttura di un fillosilicato.

## Abito cristallino
Cubico 6/mmm.